# Дерев'янко Анастасія Богданівна
Анастасі́я Богда́нівна Дерев'я́нко — українська спортсменка-пауерліфтер, заслужений майстер спорту України .
Одружена, чоловік Олексій Давидов;

## Спортивні досягнення
- чемпіонка України — 2010, 2012.
- 2010 року на чемпіонаті Європи серед дорослих у Швеції здобула срібну медаль. При цьому була найсильнішою у становій тязі.
- 2010 року тріумфувала на юніорському чемпіонаті світу, перемогла у своїй ваговій категорії, встановивши два світових рекорди серед юніорів.
- 2012 року на чемпіонаті світу в Пуерто-Рико посіла третє місце.
- В листопаді 2013 року у Ставангері (Норвегія) завоювала срібну медаль, підняла у сумі трьох дисциплін 482,5 кілограма.
- У травні в Німеччині на чемпіонаті Європи-2015 з пауерліфтингу серед жінок здобула срібну нагороду, вагова категорія 52 кг, з результатом 480 кг (177,5-110-192,5).